# Bíblia La Cava

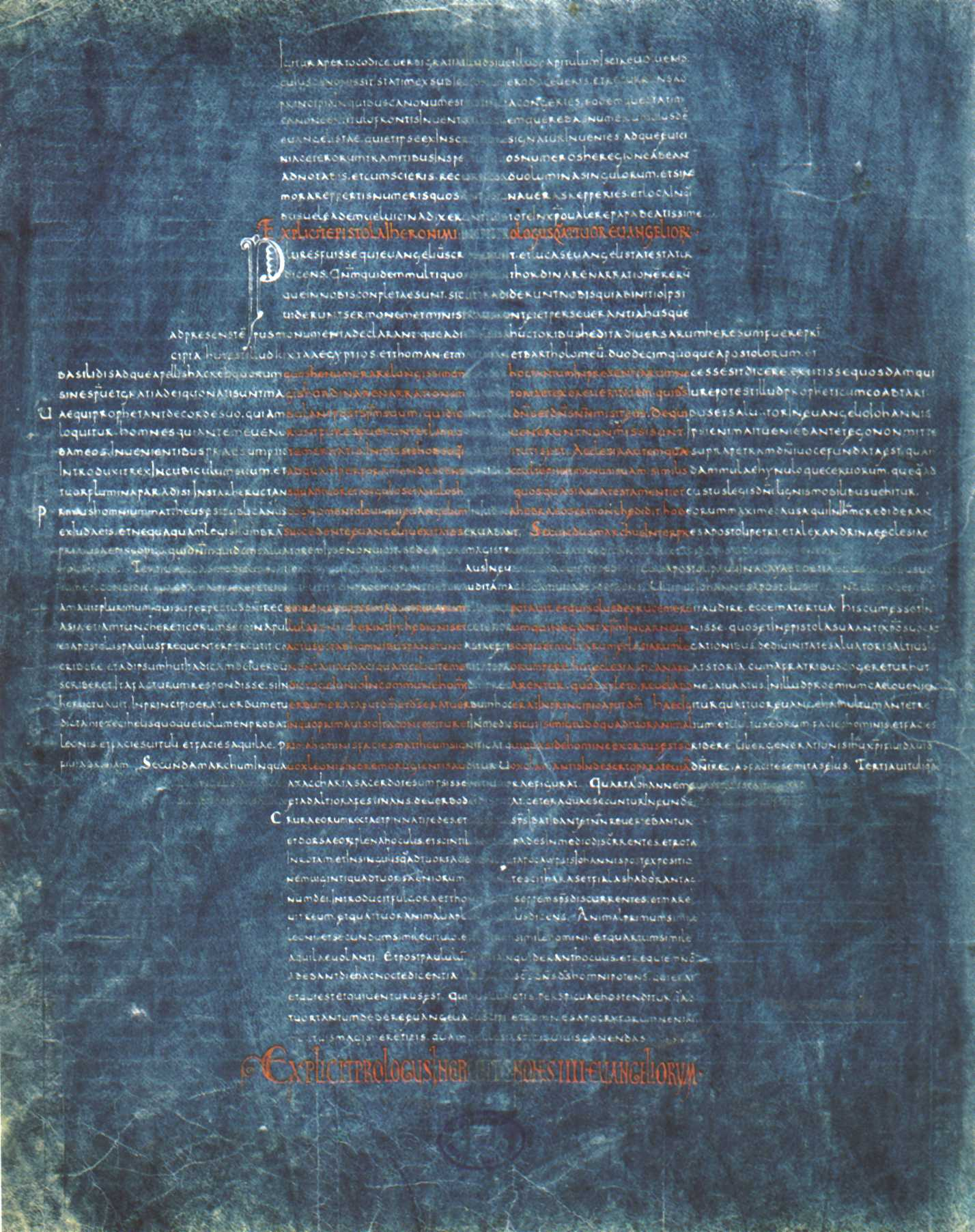
Fólio 220v da Bíblia La Cava

A Bíblia La Cava ou Codex Cavensis (Biblioteca statale del Monumento Nazionale Badia di Cava, Ms. memb. I) é uma Bíblia latina iluminada do século IX, produzida na Espanha, provavelmente no Reino das Astúrias, durante o reinado de Alfonso II. O manuscrito é preservado na abadia de La Trinità della Cava, perto de Cava de 'Tirreni, na Campânia, Itália, e contém 330 fólios de pergaminho que medem 320 por 260 mm.

## Origem
A Bíblia foi assinada no fólio 166v por um escriba chamado Danila. A localização do scriptorium no qual Danila trabalhou não é conhecida. No entanto, a mão, variações textuais e ortografia indicam que o manuscrito foi produzido na Espanha, durante o início do século IX. É improvável que um manuscrito de luxo possa ter sido produzido nas áreas controladas pelos muçulmanos da Península Ibérica. Isso faz das Astúrias, que era o maior reino cristão da época, a origem mais provável do códice. Evidências adicionais de origem asturiana são fornecidas pela decoração do manuscrito. A Cruz que aparece em quatro locais da Bíblia La Cava, é a única decoração explicitamente cristã no manuscrito. Embora a forma das cruzes na Bíblia de La Cava não apareça em outra arte asturiana sobrevivente, a Cruz foi enfatizada na arte devocional asturiana. Por exemplo, Alfonso II e Alfonso III encomendaram Cruzes de ouro, como a Cruz da Vitória e a Cruz dos Anjos. "Cruz da Ressurreição" era uma característica proeminente dos murais em San Julián de los Prados, perto de Oviedo, Astúrias.

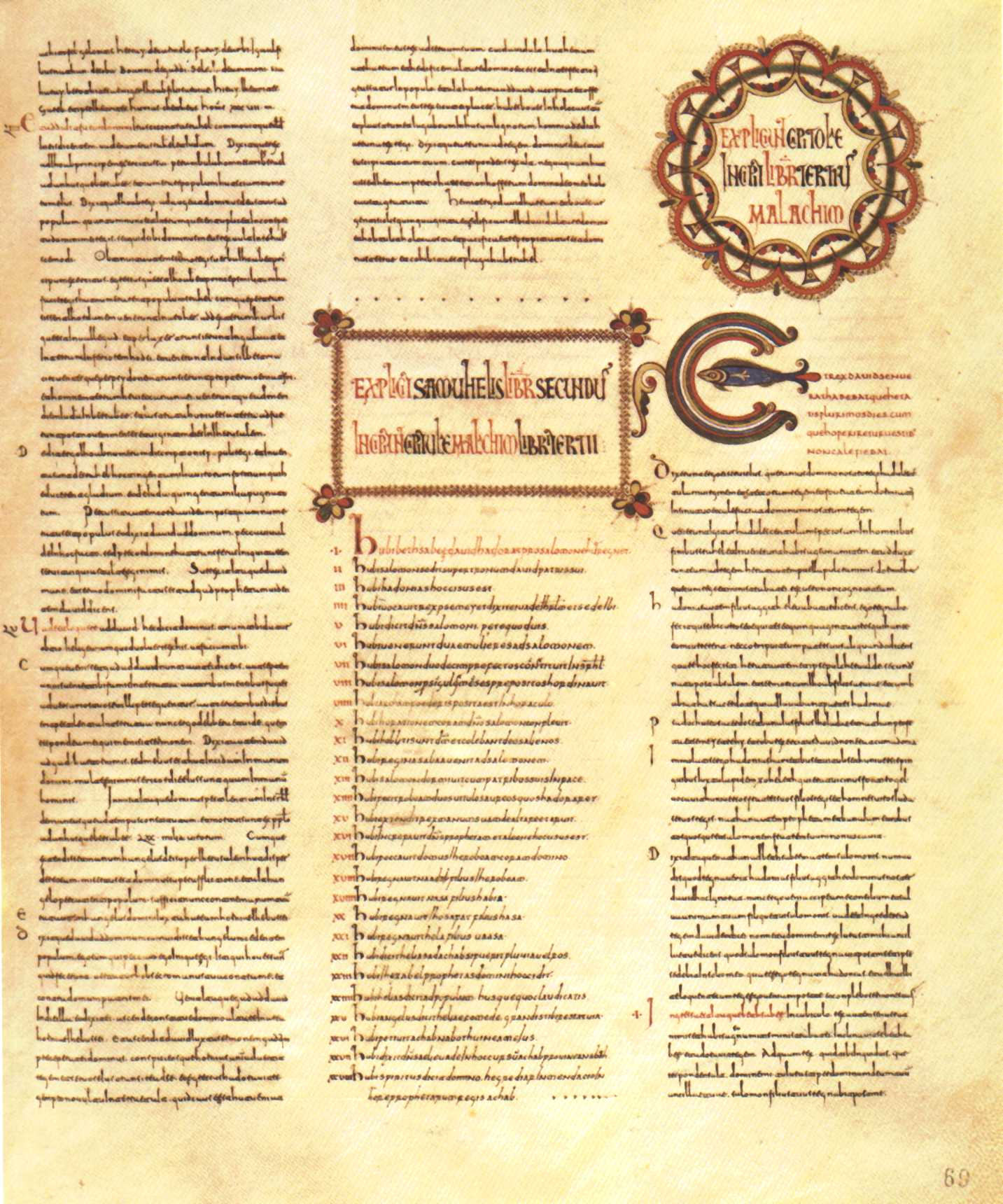
Fólio 69r da Bíblia La Cava

A decoração da Bíblia La Cava é limitada às quatro cruzes mencionadas acima, molduras envolvendo explícitos e títulos e iniciais decoradas. Existem duas cruzes lineares, desenhadas por bússola, uma servindo de frontispício no fólio 1 verso e a outra na introdução aos livros proféticos do fólio 143 reto. No fólio 100 verso, o quadro de título dos Salmos está na forma de uma cruz. O texto da folha 220 verso, que contém os prefácios de Jerônimo usados para introduzir o Novo Testamento, está escrito na forma de uma cruz. Este texto está escrito em tintas vermelhas, brancas e amarelas em um fólio manchado de azul. Há um outro fólio manchado de azul e três fólios manchados de roxo neste manuscrito. As molduras que cercam os explícitos e os títulos são semelhantes em forma às molduras encontradas nos primeiros livros iluminados medievais. No entanto, Danila explorou cores brilhantes e contrastantes, não encontradas em manuscritos anteriores. As iniciais decoradas incluem tipos iniciais comumente associados à iluminação merovíngia. Contudo, iniciais semelhantes também ocorreram nos manuscritos visigóticos.
É provável que Danila tenha copiado este manuscrito de um manuscrito visigótico anterior, agora perdido. O título e os quadros explícitos são semelhantes aos encontrados nos primeiros manuscritos e as páginas escritas em tintas coloridas estão relacionadas aos manuscritos do Late Antique escritos em ouro e prata em pergaminho tingido de roxo. (Por exemplo, veja Evangelhos de Rossano). No entanto, o uso da cor por Danila provavelmente não estava presente no manuscrito original e antecipa o uso da cor em manuscritos espanhóis posteriores.
Embora Danila possa estar ciente das iniciais merovíngias, também é igualmente provável que suas iniciais compartilhem em comum os modelos de iniciais merovíngios. O manuscrito não indica que Danila foi influenciado pela iluminação carolíngia contemporânea. No entanto, as Bíblias Carolíngias produzidas sob o patrocínio de Teodulfo de Orleans, que tinham ascendência visigótica, têm texto e organização semelhantes aos encontrados na Bíblia La Cava, algo que não foi encontrado em outros manuscritos carolíngios semelhantes.

## Texto
É um dos dois representantes mais importantes do tipo espanhol de texto da Vulgata, e no Antigo Testamento apresenta um texto que se acredita derivar de exemplos italianos muito antigos. Na Vulgata de Stuttgart, a Bíblia La Cava fica ao lado do Codex Amiatinus como testemunha primária de quase todos os livros do Antigo Testamento. O texto dos Evangelhos mostra sinais de revisão, mesclado com elementos do latim antigo. O manuscrito contém a Comma Johanneum com as testemunhas terrenas que precedem as testemunhas celestes.